# Georgij Petrovič Fedotov
Georgij  Petrovič Fedotov in russo Георгий Петрович Федотов? (Saratov, 1º ottobre 1886 – New York, 1º settembre 1951) è stato uno storico russo.

## Biografia
Figlio di un impiegato statale e di un'insegnante di musica, rimase orfano di padre all'età di undici anni. Frequentò fino al 1904 il ginnasio di Voronež, quindi si trasferì a San Pietroburgo dove studiò teologia. Costretto a tornare al suo borgo natale dopo la soppressione delle lezioni conseguente alla Rivoluzione russa del 1905, iniziò a tenervi orazioni e comizi di protesta che gli costarono il confino in Prussia. Iscrittosi all'Università di Jena, iniziò, in tale frangente, a interessarsi di storia del cristianesimo e di storia medievale. Tornato tre anni dopo in Russia, frequentò la Facoltà di Storia e Filosofia di San Pietroburgo. Nel 1910 la polizia rinvenne nella sua abitazione di Saratov documenti sediziosi che gli costarono un nuovo confino, questa volta a Riga. Ritornato nella capitale terminò gli studi e gli fu offerta la cattedra di docente fuori ruolo Storia medievale, insegnamento che tuttavia non esercitò a causa della mancanza di studenti. Nel 1918 fu con il filosofo Aleksandr Mejer nella redazione della rivista "Voci libere". Sposatosi l'anno successivo fu costretto a cercare un ulteriore lavoro per mantenere la famiglia. Si ammalò nel frattempo di tifo. Nel 1920 l'Università di Saratov gli offrì la cattedra di Storia medievale. Qui, dove le sue lezioni ottennero un discreto successo, fu sottoposto a intensi controlli da parte della polizia sovietica, tanto che nel 1922 fu costretto ad abbandonare il proprio incarico. Nel 1925, già largamente affermatosi in patria con il libro Abelardo, emigrò a Berlino in aperto dissidio con il governo sovietico che, a causa dei suoi studi sulla religione, continuava a tenerlo sotto stretta osservazione e a censurarne alcuni articoli.
Si trasferì quindi a Parigi dove, a contatto con gli altri intellettuali fuoriusciti dopo la Rivoluzione d'ottobre, compose nel 1928 una monografia sul Metropolita Filippo II e nel 1931 la sua opera più famosa, I santi dell'antica Russia, nella quale si riagganciò alle tradizioni mistiche dell'ortodossia russa delle origini analizzando analiticamente le ragioni che portarono al loro formarsi in seno alla tradizione bizantina e al loro dissolversi in seguito alla statalizzazione del potere ecclesiastico. Nel 1931 fondò la rivista "Novyj Grad" e collaborò con numerose riviste stampate da esuli russi. Lo scoppio della Seconda guerra mondiale lo vide esule a New York, dove morirà pochi anni più tardi.

## Fonti
- Georgij Fedotov, I santi dell'antica Russa, a cura di Maria Pia Pagani, Aquilegia Edizioni, Milano, 2000, ISBN 88-87692-04-1